# Ceratozamia hondurensis
Ceratozamia hondurensis es una especie de Cycadopsida del género Ceratozamia, de la familia Zamiaceae, del orden Cycadales.

## Distribución
Ceratozamia hondurensis se distribuye por Honduras (Atlántida).

## Taxonomía
Fue descrita científicamente por J.L.Haynes, Whitelock, Schutzman & R.S.Adams. Fue publicado por primera vez en J.L.Haynes, Whitelock, Schutzman & R.S.Adams. In: Cycad Newslett. 31 (2-3): 16-21, figs. 1-2. (2008).